# Pterocactus reticulatus
Pterocactus reticulatus és una espècie que pertany a la família de les cactàcies (Cactaceae).

## Descripció
Pterocactus reticulatus creix en grups. Les arrels són tuberoses i creixen fins a 20 cm de llarg. Les tiges no es ramifiquen, són esfèriques o en forma de pera, són de color porpra grisenc a marró o verd oliva i estan coberts de cúspides ròmbiques. Fan de 2 a 3 cm de llarg i d'1 a 2 cm de diàmetre. Hi ha uns quants gloquidis discrets a les tiges. La columna central individual sobresurt i fa fins a 5 mm de llarg, de vegades falta. Les espines marginals en forma de pinta són blanquinoses a marronoses i en tenen sis per arèola i fan de 2 a 5 mm de llarg.
Les flors són blanques i apareixen a la punta de les tiges que són de color rosat lleugerament clar i fan de 4 a 5 cm de diàmetre. Els fruits són esfèrics i fan de 2 a 2,5 cm de diàmetre.

## Distribució
Pterocactus reticulatus està molt estès al centre de l'Argentina a les províncies de San Juan i Mendoza, en planes pedregoses i àrids a altituds de 1500 a 3000 m.

## Taxonomia
Pterocactus reticulatus va ser descrita per R. Kiesling i publicat a Boletín de la Sociedad Argentina de Botánica 14(1–2): 114, a l'any 1971.
Etimologia
Pterocactus: nom genèric que deriva de les paraules gregues: "πτερόν" (pteron), que significa "ales", i fa referència a les llavors alades que són típiques del gènere i úniques dins de la família dels cactus.
reticulatus: epítet llatí que significa "en forma de xarxa" i fa referència al patró de les tiges de l'espècie.